# Класичний приватний університет
Класичний приватний університет — вищий навчальний заклад IV рівня акредитації. Заснований як Запорізький інститут державного та муніципального управління (ЗІДМУ) 1992 року. В листопаді 2007 року змінив назву з «Гуманітарного Університету „ЗІДМУ“» на «Класичний приватний університет».
В університеті 6 інститутів, коледж, що здійснюють освітню діяльність згідно з державними освітніми стандартами за 26 спеціальностями денної та заочної форми навчання, науково-дослідний інститут Класичного приватного університету.
В університеті працювали аспірантураа та докторантура з 11 спеціальностей. Відкрито 5 спеціалізованих вчених рад із захисту докторських.

## Історія
Університет засновано у 1992 р. як Міжнародний інститут державного та муніципального управління.
1996 р. — заклад перейменовано в Запорізький інститут державного та муніципального управління.
1998 р. — засновано науково-освітній комплекс, до складу якого згодом ввійшли вищі навчальні заклади І-ІІ та III-IV рівнів акредитації, ПТУ, гімназії, школи міста й області.
1999 р. — інститут акредитовано за III рівнем, збудовано та відкрито власний комфортабельний навчальний корпус.
2000 р. — наказом Міністерства освіти і науки України (від 21.11.2000 р. № 542) закладу надано статус Гуманітарного університету з назвою «Гуманітарний університет „ЗІДМУ“».
2003 р. — відкрито студентський готель, школу-колегіум для 1-4-х класів.
2004 р. — відкрито Інститути післядипломної та дистанційної освіти в нових власних приміщеннях (вул. Гоголя). Створено Мелітопольський та Енергодарський інститути державного та муніципального управління ГУ «ЗІДМУ».
2005 р. — університет акредитовано в цілому за IV рівнем (сертифікат PI-IV № 081740, рішення ДАК від 19.04.2005 р. протокол № 55); збудовано шестиповерховий комфортабельний навчальний корпус для факультету здоров'я, спорту та туризму.
2006 р. — розпочато будівництво нового корпусу для юридичного факультету, відкрито науково-дослідний інститут проблем державного управління і місцевого самоврядування. Гуманітарний університет «ЗІДМУ» внесено до Державного реєстру наукових установ, яким надається державна підтримка (свідоцтво від 05.07.2006 р. серія ВД № 00706).
На базі Гуманітарного університету відкрито три спеціалізовані вчені ради із захисту дисертацій на здобуття наукового ступеня кандидата наук зі спеціальностей:
- спеціальні та галузеві соціології;
- механізми державного управління;
- економіка, організація й управління підприємствами.

2007 р. — університет визнано найкращим вищим навчальним закладом міста за незалежним оцінюванням ЮНЕСКО. Розширено напрями підготовки та відповідно надано новий статус — Класичного університету.
2008 р. — у Класичному приватному університеті працюють 6 спеціалізованих вчених рад із захисту дисертацій, у тому числі 2 — докторські. Відкрито новий семиповерховий корпус Інституту права імені Володимира Сташиса. Класичний приватний університет отримує ліцензію на підготовку іноземних громадян. Класичний приватний університет стає членом Міжнародної асоціації університетів.
Створено центр Класичного приватного університету «Обдарованість» і засновано журнал «Школа юного вченого».
2009 р. — Класичний приватний університет змінює структуру: здійснено перехід на інститутську організаційну систему.
Класичний приватний університет отримує ліцензію на підготовку бакалаврів за напрямом «Дизайн».
Оголошено прийом за регіональним замовленням на навчання за кошт КПУ особливо обдарованих випускників навчальних закладів.
2010 р. — Класичний приватний університет приєднався до Великої Хартії університетів. Класичний приватний університет повторно акредитований за IV рівнем.
2011 р. — Центр «Обдарованість» Класичного приватного університету проводить Всеукраїнський конкурс Малої академії наук «Юніор». Засновано Олександрійський та Бердянський інститути державного та муніципального управління.
2012 р. — Згідно з рейтингом університетів України III, IV рівнів акредитації «Топ-200 Україна» у 2012 р. Класичний приватний університет зайняв 4-те місце серед вищих навчальних закладів недержавної форми власності, 110-те місце серед всіх вищих навчальних закладів України та 30-те місце в рейтингу за якістю навчання. Остання позиція була найкращою серед вищих навчальних закладів регіону.

## Кампуси та корпуси
Корпуси Класичного приватного університету: Головний корпус університету, корпус Інституту права імені Володимира Сташиса, корпус Інституту здоров'я, спорту і туризму, приміщення коледжу.

## Структура
Випускники одержують кваліфікацію бакалавра і магістра за такими спеціальностями:
Інститут права
- міжнародне право,
- правознавство;

Інститут іноземних мов
- англійська мова і література,
- німецька мова і література,
- переклад (англійська, друга іноземна мова).

Інститут економіки
- міжнародна економіка,
- фінанси,
- економічна кібернетика,
- облік і аудит,
- економіка підприємства,
- банківська справа,
- маркетинг,
- економічна статистика.

Інститут управління
- менеджмент зовнішньоекономічної діяльності,
- менеджмент організацій (спеціалізації «аграрний менеджмент», «менеджмент організації інвестиційної діяльності»),
- комп'ютерні науки,
- соціальна робота,
- психологія,
- програмна інженерія

Інститут здоров'я, спорту і туризму
- фізичне виховання,
- туризм,
- фізична реабілітація,
- готельне господарство.

Інститут післядипломної освіти
- бізнес-адміністрування,
- прикладна економіка.

Інститут державного та муніципального управління
- адміністративний менеджмент;
- управління навчальними закладами,
- педагогіка вищої школи.

Інститут журналістики та масової комунікації КПУ
- видавнича справа і редагування,
- журналістика,
- міжнародна інформація,
- літературна творчість[5].

По закінченню випускники одержують диплом єдиного державного зразка.
За власним бажанням з 2-го курсу студенти можуть відвідувати кафедру військової підготовки, що дає змогу по закінченні навчання отримати звання молодшого лейтенанту запасу.
В університеті працюють понад 50 професорів, докторів наук, 166 доцентів, кандидатів наук, 87 викладачів..

## Кафедра теології (богослов'я) Інституту управління
Унікальним явищем стала кафедра богослов'я (теології) Інституту управління Класичного приватного університету м. Запоріжжя, яка фактично являє собою окреме відділення, афільоване з УПЦ (МП), яка була відкрита у 2005 році, з того часу відомий незмінний завідувач кафедри богослов'я та гуманітарних дисциплін Інституту управління КПУ протоієрей Рябко Ігор Володимирович, настоятель Кирило-Мефодіївського храму в Олександрівському районі Запоріжжя, доктор богослов'я, кандидат наук з державного управління.
Перша державна ліцензія на випуск бакалаврів богослов'я (конфесія православ'я) була видана ДАКом України 11 травня 2012 року Класичному приватному університету м. Запоріжжя (спеціальність 6.020304) За цією спеціальністю перший випуск відбувся у 2016 році.
Постановою Священного Синоду УПЦ від 20 грудня 2012 року, кафедра була підпорядкована Учбовому комітету УПЦ.
З 2013 року відбуваються богослужіння у храмі Святого Кирила та Мефодія при Класичному приватному університеті. 28 лютого 2013 року у Класичному приватному університеті відбулась Міжнародна науково-практична конференція «Християнські цінності у житті суспільства та виклики сучасності, проблеми соціальної деформації», основною метою якої стало обговорення напрямів та перспектив розвитку апологетичних центрів та організацій у сучасному суспільстві. Організаторами конференції виступили: Запорізька Єпархія Української Православної Церкви, Синодальний відділ УПЦ у справах молоді, Всеукраїнський Апологетичний Центр в ім'я свт. Іоанна Златоуста та кафедра богослов'я Інституту управління КПУ.
У 2017 році Класичний приватний університет оголосив прийом до магістратури за спеціальністю «Богослов'я». При кафедрі богослов'я Класичного приватного університету відкрито регентські курси, завідувачем яких став ієрей Шийка Петро Богданович, настоятель Ново-Свято-Успенського храму в Хортицькому районі Запоріжжя.

## Персоналії

### Відомі співробітники
- Горбань Олександр Миколайович
- Лукашевич Віталій Григорович
- Бахрушин Володимир Євгенович
- Пєтков Сергій Валерійович
- Фінклер Юрій Едуардович
- Сокульський Арнольд Леонідович
- Яблоновська Наталя Всеволодівна
- Буряк Володимир Дмитрович
- Павлюк Ігор Зиновійович

### Почесні доктори і випускники
- Пеклушенко Олександр Миколайович — український політик, член Партії Регіонів, голова Запорізької обласної державної адміністрації, народний депутат Верховної Ради України VI скликання;
- Бережной О. П. — перший заступник голови Запорізької обласної державної адміністрації (2007—2010);
- Мамаєв О. Я. — заступник начальника Запорізького обласного управління юстиції;
- Сухінін Д. В. — заступник начальника Запорізького управління по захисту прав споживачів;
- Кузьмін О. С. — голова Ленінської районної адміністрації у м. Запоріжжя;
- Кузьмина В. В. — начальник Комунарського відділу реєстрації актів цивільного стану запорізького міського управління юстиції;
- Головешко В. В. — помічник голови Запорізької обласної державної адміністрації;
- Васюков Г. Г. — юридична фірма «Васюков, Остапюк и партнёры» (м. Київ);
- Покатаєва О. В. — перший проректор Класичного приватного університету, доктор юридичних наук, доктор економічних наук, професор;
- Шмельов А. Ю. — заступник директора з правових питань ТОВ «Компанія „Олександр“»;
- Капітонов А. — майстер спорту України міжнародного класу. Володар чорного поясу з карате — до шотокан (3-й дан) із рукопашного бою (1-й дан). Триразовий чемпіон світу та багаторазовий призер з рукопашного бою. Дворазовий срібний (2004, 2005 рр.) та бронзовий (2003 р.)призер чемпіонату Європи з карате;
- Притула О. — президент ВГО «Всеукраїнська федерація „Спас“», консультант експерта ЮНЕСКО X секції історії.
- Шинкаренко Олег Вікторович — журналіст, письменник та перекладач.

## Репутація
Згідно з рейтингом університетів України III, IV рівнів акредитації «Топ-200 Україна» у 2012 р. Класичний приватний університет зайняв 4-те місце серед вищих навчальних закладів недержавної форми власності, 75-те місце серед всіх вищих навчальних закладів України та 30-те місце в рейтингу за якістю навчання. Остання позиція була найкращою серед вищих навчальних закладів регіону.
У 2024 році Міністерство освіти і науки України анулювало ліцензії університету на аспірантуру за разючі порушення, а за фактами цих порушень відкрито кримінальні провадження.
У серпні 2025 року Верховний Суд України відхилив скаргу Класичного приватного університету в Запоріжжі, якому Міністерство освіти і науки скасувало ліцензію на підготовку аспірантів. Причиною стало те, що заклад значно перевищив дозволену кількість студентів. Суд також підтвердив висновок апеляційної інстанції: аспіранти, яких університет зарахував понад ліцензований обсяг, не можуть вважатися студентами.

## Науково-дослідна робота
Науково-дослідна робота присвячена складним соціальним, правовим, економічним, природним та технічним системам і процесам. У її виконанні активно беруть участь магістри, аспіранти, докторанти та співробітники університету. У докторантурі й аспірантурі університету понад 360 докторантів та аспірантів працюють над докторськими та кандидатськими дисертаціями. В університеті створені умови для власного зростання наукового потенціалу.
З метою поширення наукових здобутків та обміну інформацією в галузях окремих спеціальних знань Класичний приватний університет видає монографії, підручники, навчальні посібники, є засновником 10 наукових фахових видань, а також науково-популярного журналу «Школа юного вченого».

## Здобуття наукового ступеня
У Класичному приватному університеті створені і працюють спеціалізовані вчені ради із захисту дисертацій на здобуття наукового ступеня доктора (кандидата) наук за спеціальностями: 08.00.04 — економіка та управління підприємствами (за видами економічної діяльності), 08.00.11 — математичні методи, моделі та інформаційні технології в економіці; 22.00.01 — теорія та історія соціології, 22.00.04 — спеціальні та галузеві соціології, 09.00.03 — соціальна філософія, філософія історії; 25.00.02 — механізми державного управління, 25.00.04 — місцеве самоврядування; 13.00.01 — загальна педагогіка та історія педагогіки, 13.00.04 — теорія і методика професійної освіти; 27.00.01 — теорія та історія соціальних комунікацій, 27.00.04 — теорія та історія журналістики, 27.00.05 — теорія та історія видавничої справи та редагування; 08.00.01 — економічна теорія та історія економічної думки, 08.00.03 — економіка та управління національним господарством, 08.00.08 — гроші, фінанси, кредит; 12.00.08 — кримінальне право та кримінологія; кримінально-виконавче право, 12.00.09 — кримінальний процес і криміналістика; судова експертиза; оперативно-розшукова діяльність; 19.00.07 — педагогічна та вікова психологія; 12.00.01 — теорія та історія держави і права; історія політичних і правових учень, 12.00.07 — адміністративне право і процес, фінансове право; інформаційне право.
Виконується 39 тем науково-дослідних робіт.

## Видавнича діяльність
Класичний приватний університет видає:
- науково-виробничий журнал «Держава та регіони», що включає такі серії: «Економіка та підприємництво», «Право», «Державне управління», «Гуманітарні науки», «Соціальні комунікації»;
- збірник наукових праць «Соціальні технології: актуальні проблеми теорії та практики»;
- збірник наукових праць «Педагогіка формування творчої особистості у вищій і загальноосвітній школах»;
- збірник наукових праць «Інституціональний вектор економічного розвитку»;
- збірник наукових праць «Право та державне управління»;
- збірник наукових праць «Ренесансні студії»;
- збірник наукових праць «Теорія і практика сучасної психології»;
- науковий журнал «Вісник молодих науковців».

## Щорічні заходи в університеті
- Всеукраїнська науково-практична конференція «Оновлення концептуальних засад професійної та загальної освіти»;
- Міжнародна науково-практична конференція «Актуальні питання публічного права»;
- Всеукраїнська науково-практична конференція «Науково-практичні аспекти оптимізації управлінської діяльності в органах державної влади та місцевого самоврядування»;
- Міжнародна шекспірівська конференція.
- Міжнародна науково-практична конференція «Соціально-економічний розвиток України і регіонів»;
- Міжнародна наукова-практична конференція «Актуальні проблеми фізичного виховання, реабілітації, спорту і туризму»;
- Міжнародна науково-практична конференція «Формування ефективних механізмів господарювання в умовах сучасної економіки: теорія і практика»;
- Міжнародна наукова конференція студентів і молодих учених «Наука і вища освіта».

## Міжнародні зв'язки
Міжнародні зв'язки університету охоплюють такі країни, як: США, Канада, Велика Британія, Польща, Норвегія, Німеччина, Грузія, Китай, Литва, Південна Корея, Нідерланди, Іспанія, Австрія, Туреччина, Ізраїль, Молдова, Швеція, Болгарія, Японія, Чехія. Здійснюється плідна співпраця за міжнародними угодами із закордонними ВНЗ та прийом іноземних делегацій, професорів.
Класичний приватний університет є учасником міжнародних проектів на отримання грантів. Професорсько-викладацький склад університету активно бере участь у міжнародних програмах обміну та стажувань, їздить у відрядження за кордон. Щороку студенти залучаються до міжнародних стажувань за кордоном та міжнародних програм обміну.
У жовтні 2008 року Класичний приватний університет набув членства в Міжнародній асоціації університетів (International Association of Universities) та був внесений до бази даних ЮНЕСКО, що значно підвищує його рейтинг як на національному ринку освітніх послуг, так і на міжнародному.
Визначне досягнення КПУ у 2010 році — підписання 17 вересня Великої Хартії університетів (Magna Charta Universitetum), яке відбулося в Болонському університеті, м. Болонья, Італія. Участь України в реалізації Болонської декларації та входження в Європейський освітній простір розширює можливості Класичного приватного університету в міжнародній діяльності. КПУ здійснює підготовку іноземних громадян з Вірменії, Грузії, Сербії.